# Le catene del cuore
Le catene del cuore (Let Not Man Put Asunder) è un film muto del 1924 diretto da J. Stuart Blackton.

## Trama
Due coppie di amici si sposano: la ricca Petrina Faneuil, una ragazza solitaria, convola a nozze con Harry Vassall, mentre Felicia De Proney sposa Dick Lechmere. Le due coppie debbono confrontarsi con i problemi della vita e del matrimonio, fino ad arrivare ambedue al divorzio. Petrina e Harry ritroveranno una ragione per vivere ancora insieme, ma Felicia morirà e Dick si ucciderà per il dolore.

## Produzione
Il film fu prodotto dalla Vitagraph Company of America.

## Distribuzione
Distribuito dalla Vitagraph Company of America, il film uscì nelle sale cinematografiche statunitensi nel febbraio 1924. Attualmente, viene considerato un film perduto.

## Critica
(Photoplay, aprile 1924)
.